# Святополк-Четвертинский, Григорий
Князь Григорий Святополк-Четвертинский (ум. 12 мая 1651) — военный и государственный деятель Речи Посполитой, подкоморий Луцкий (1639).

## Биография
Представитель волынского княжеского рода Святополк-Четвертинских. Сын князя Евстафия (Остафия) Святополк-Четвертинского, дидича Старой Четвертни на Волыни. Племянник Анны Четвертинской, жены князя Януша Збаражского.
Известный защитник православия, противник католицизма и униатства. В 1601 году защищал православное братство в Люблине, в 1619 году построил монастырь в Четвертне с условием, чтобы монахи всегда исповедовали православную веру.
Под влиянием Григория Святополк-Четвертинского его родственники, братья-князья Ежи и Криштоф Збаражские выступали против распространения влияния католицизма и иезуитов. В 1627 году они на сейме в Торуне защищали права православных.
В 1627, 1630, 1632, 1633, 1638 и 1639 годах избирался послом (депутатом) на сеймы от Волынского воеводства. На сеймах выступал как представитель волынских диссидентов и противников иезуитов. В 1638 году он был избран комиссаром для разграничения Волынского воеводства и Пинского повета ВКЛ.
Григорий Святополк-Четвертинский выступал против изгнания ариан из Ракова, в 1629 году руководил сбором налогов в Волынском воеводстве. Участвовал в выборах митрополитов Киевских и всея Руси Петра Могилы (1632) и Сильвестра Коссова (1647).
В 1649 году он был избран депутатом от Волынского воеводства на коронный трибунал в Радоме.
В мае 1651 года князь Григорий Святополк-Четвертинский скончался. Его похоронили в православном монастыре в Старой Четвертне.

## Семья и дети
Был женат на Марианне Вкринской, от брака с которой у него было два сына и три дочери:
- Князь Захарий (ум. 1649), староста ратиборский (1638), подсудок луцкий (1644)
- Князь Вацлав (ум. 1694), ловчий волынский (1662) и хорунжий житомирский (1666)
- Княжна Елена, 1-й муж — Николай Семашко, 2-й муж — Сигмунд Вылежинский
- Княжна Марианна, муж — Анджей Кашовский, ловчий волынский
- Княжна Теофила, муж — Вацлав Немирич
- Княжна Аполония